# Hypothèse de Schwartz
L'hypothèse de Schwartz est une théorie économique selon laquelle assurer la stabilité des prix, c'est-à-dire garder l'inflation faible ou nulle, suffit à assurer la stabilité financière du système financier. Cette hypothèse porte le nom de l'économiste monétariste Anna Schwartz.

## Concept
Dans le cadre de l'école monétariste, Anna Schwartz soutient la théorie de la neutralité de la monnaie. Selon elle, la monnaie ne pouvant avoir d'effet positif sur des variables réelles (comme la production, le chômage), les banques centrales doivent se contenter d'assurer une croissance lente et progressive de la masse monétaire, en suivant une règle d'or d'accroissement de la masse monétaire. Schwartz va plus loin dans un article de 1995 (« Why Financial Stability Depends on Price Stability »), où elle écrit que, comme les cycles économiques trouvent leur origine dans les interventions intempestives de la banque centrale, la stabilité des prix permettrait de réduire l'instabilité financière.
L'hypothèse de Schwartz se fonde sur une analyse de l'effet de l'inflation sur le système économique. Ses tenants considèrent qu'il existe deux canaux de transmission, l'un microéconomique et l'autre macroéconomique. Le canal microéconomique est tel que l'instabilité des prix accroît l'incertitude et brouille les anticipations des agents économiques, et raccourcit les horizons d'investissement. Le canal macroéconomique, lui, est tel que l'inflation conduit les investisseurs à surestimer ou sous-estimer le rendement de leurs investissements, conduisant à de la spéculation ou des défauts de paiement.
L'hypothèse de Schwartz a été considérée a posteriori comme restrictive car elle se fondait principalement sur une analyse de l'activité bancaire. Selon Schwartz, « l’instabilité des prix déstabilise l’activité bancaire. Elle contribue au risque financier ». Plusieurs auteurs ont, postérieurement, testé l'hypothèse et vérifié que les crises financières étaient moins probables lorsque la politique monétaire n'était pas erratique.
L'idée selon laquelle la stabilité monétaire assure au système financier sa stabilité a été débattue dans les années qui ont suivi la publication de l'article d'Anna Schwartz. 

## Critiques et débats

### Atténuations et nuances
L'hypothèse de Schwartz peut être soutenue dans une version radicalisée (la stabilité des prix entraîne nécessairement la stabilité financière) ou dans une forme atténuée. Ainsi, Bordo et Wheelock, dans un article appelé « Price stability and financial stability: the historical record », soutiennent que l'hypothèse de Schwartz est une explication des modalités par lesquelles l'instabilité des prix « peut provoquer ou exacerber une détresse financière ». En 2003, Otmar Issing énonce donc que « la stabilité des prix est presque une condition suffisante pour la stabilité financière ».

### Modèle de Bernanke et Gertler
L'hypothèse de Schwartz est reprise et augmentée par Ben Bernanke et Mark Gertler en 1999. Ils considèrent que la banque centrale a tout intérêt à se concentrer sur l'inflation, car dans le cas où sa politique monétaire agit sur le prix des actifs en les faisant augmenter, les banquiers centraux ne pourront savoir dans quelle mesure l'augmentation est due à des comportements spéculatifs ou à une amélioration des fondamentaux de l'économie. Il vaut donc mieux lutter contre l'inflation, car dans le cas où la hausse des prix est spéculative, le surplus de richesse dont bénéficient les détenteurs d'actifs se traduira par une hausse de la demande d'actifs, source d'inflation ; en luttant contre l'inflation, la banque centrale luttera contre les comportements risqués. Dans le cas où la hausse des prix est bien liée aux fondamentaux, c'est-à-dire à des gains de productivité, alors ces gains pousseront sur le long terme le niveau des prix à la baisse automatiquement.

### Contre-hypothèse
John Taylor montre, dans un article de 2009 traitant rétrospectivement de la crise économique de 2008 (« The Financial Crisis and the Policy Responses: An Empirical Analysis of What Went Wrong »), que la stabilité des prix peut générer une instabilité financière, notamment parce qu'elle conduit à des taux d'intérêt nominaux faibles, qui, en retour, favorisent les projets à haut risque et les bulles.